# Evgenij Gošev
Evgenij Nikolaevič Gošev (in russo Евгений Николаевич Гошев?; Nižnevartovsk, 17 giugno 1997) è un calciatore russo, portiere del Tūran Türkistan.

## Carriera

### Club
Il 16 luglio 2022 ha esordito in Prem'er-Liga con l'Orenburg, disputando l'incontro perso 2-4 contro il Kryl'ja Sovetov Samara.

### Nazionale
Ha rappresentato le nazionali giovanili russe Under-19 ed Under-21.

## Statistiche

### Presenze e reti nei club
Statistiche aggiornate al 7 agosto 2022.
| Stagione        | Squadra         | Campionato      | Campionato | Campionato | Coppe nazionali | Coppe nazionali | Coppe nazionali | Coppe continentali | Coppe continentali | Coppe continentali | Altre coppe | Altre coppe | Altre coppe | Totale | Totale |
| Stagione        | Squadra         | Comp            | Pres       | Reti       | Comp            | Pres            | Reti            | Comp               | Pres               | Reti               | Comp        | Pres        | Reti        | Pres   | Reti   |
| --------------- | --------------- | --------------- | ---------- | ---------- | --------------- | --------------- | --------------- | ------------------ | ------------------ | ------------------ | ----------- | ----------- | ----------- | ------ | ------ |
| gen.-giu. 2015  | Rostov          | PL              | 0          | 0          | CR              | 0               | 0               | UEL                | -                  | -                  |             | -           | -           | 0      | 0      |
| 2015-2016       | Rostov          | PL              | 0          | 0          | CR              | 1               | -1              |                    | -                  | -                  |             | -           | -           | 1      | -1     |
| 2016-2017       | Rostov          | PL              | 0          | 0          | CR              | 0               | 0               | UCL+UEL            | 0                  | 0                  |             | -           | -           | 0      | 0      |
| 2017-2018       | Rostov          | PL              | 0          | 0          | CR              | 0               | 0               |                    | -                  | -                  |             | -           | -           | 0      | 0      |
| Totale Rostov   | Totale Rostov   | Totale Rostov   | 0          | 0          |                 | 1               | -1              |                    | 0                  | 0                  |             | -           | -           | 53     | 4      |
| 2018-2019       | Šinnik          | 1D              | 6          | -3         | CR              | 0               | 0               |                    | -                  | -                  |             | -           | -           | 6      | -3     |
| 2019-2020       | Šinnik          | 1D              | 0          | 0          | CR              | 0               | 0               |                    | -                  | -                  |             | -           | -           | 0      | 0      |
| Totale Šinnik   | Totale Šinnik   | Totale Šinnik   | 6          | -3         |                 | 0               | 0               |                    | -                  | -                  |             | -           | -           | 6      | -3     |
| 2020-2021       | Orenburg        | 1D              | 1          | -2         | CR              | 1               | -1              |                    | -                  | -                  |             | -           | -           | 2      | -3     |
| 2021-2022       | Orenburg        | 1D              | 16+2       | -16 + -3   | CR              | 1               | -1              |                    | -                  | -                  |             | -           | -           | 19     | -20    |
| 2022-2023       | Orenburg        | PL              | 4          | -10        | CR              | 0               | 0               |                    | -                  | -                  |             | -           | -           | 4      | -10    |
| Totale carriera | Totale carriera | Totale carriera | 29         | -34        |                 | 3               | -3              |                    | 0                  | 0                  |             | -           | -           | 32     | -37    |